# Cuscuta gerrardii
Cuscuta gerrardii är en vindeväxtart som beskrevs av John Gilbert Baker. Cuscuta gerrardii ingår i släktet snärjor, och familjen vindeväxter. Inga underarter finns listade i Catalogue of Life.